# Patagonische Hochland-Wüstenmaus
Die Patagonische Hochland-Wüstenmaus (Eligmodontia morgani) ist ein im südlichen Südamerika verbreitetes Nagetier in der Gattung der Hochland-Wüstenmäuse. In einer Studie von 1991 wurde für die Art ein diploider Chromosomensatz mit 32 Chromosomen (2n=32) festgestellt. Es bestehen jedoch große Variationen in den Schädelproportionen. Der Artzusatz im wissenschaftlichen Namen ehrt J. Pierrepont Morgan, der eine Expedition mitfinanzierte, die das Typusexemplar fand.

## Merkmale
Die Exemplare sind mit Schwanz 146 bis 197 mm lang, die Schwanzlänge liegt bei 69 bis 90 mm und das Gewicht variiert zwischen 10 und 31 g, wobei Weibchen leicht schwerer sind. Die Exemplare haben 21 bis 25 mm lange Hinterfüße und 14 bis 19 mm lange Ohren. Das lange und seidenweiche Fell ist oberseits ockerfarben mit grauen Tönungen. Zu den Flanken hin wird das Fell heller und gelblicher, wobei die Grenze zur weißen Unterseite aus einem gelben Band besteht. Typisch sind Ohren mit einer braunen Außenseite und einer gelbgrauen Innenseite. Der Schwanz ist durch eine dunkelbraune Oberseite und eine hellgraue Unterseite gekennzeichnet, so dass bei vielen Individuen ein deutlicher Kontrast entsteht. Er ist gut behaart, obwohl keine Quaste an der Spitze vorhanden ist. An den Sohlen der Hinterfüße befinden sich Haare. Die Zahnformel lautet I 1/1, C 0/0, P 0/0, M 3/3, was 16 Zähne im Gebiss ergibt.

## Verbreitung
Die Patagonische Hochland-Wüstenmaus bewohnt Patagonien im Süden von Argentinien und Südosten von Chile. Die südlichsten Populationen leben bei Punta Arenas. Als Habitat dienen Steppen und Buschländer. Die Population der Art nimmt nach Bränden und Vulkanausbrüchen messbar zu. Typische Büsche im Verbreitungsgebiet zählen zu den Stachelnüsschen (Acaena), Berberitzen (Berberis), Bocksdornen (Lycium), Greiskräutern (Senecio) und zu den Gattung Stillingia sowie Discaria. Häufig sind Federgräser, Rispengräser und Schwingel (Festuca) vorhanden. Die Art lebt im Flachland und in Gebirgen bis 1280 Meter Höhe.

## Lebensweise
Dieses nachtaktive Nagetier frisst vorwiegend Pflanzensamen sowie verschiedene Insekten. Die Samen von Gräsern werden jedoch gemieden. Die Patagonische Hochland-Wüstenmaus legt keine Vorräte an. Sie gräbt sich einen Bau im unteren Teil von Grasbüscheln. Das Revier wird mit der La Pampa-Hochland-Wüstenmaus (Eligmodontia typus) und vielen anderen Nagetieren geteilt. Exemplare auf der Flucht haben einen zick-zack-förmigen Laufweg und springen oft. Dieser Wühler wird von Uhus (Bubo), Bussarden (Buteo), dem Andenbussard (Geranoaetus melanoleucus) und dem Buntfalken (Falco sparverius) gejagt. Gelegentlich fällt er Raubtieren der Gattung Lycalopex, Skunks, der Kleinfleckkatze (Leopardus geoffroyi) oder dem Puma zum Opfer.
Je nach Verbreitung reicht die Fortpflanzungszeit vom Südfrühling (Oktober) bis zum Südherbst (April) oder kürzer. Pro Wurf werden 3 bis 9 Nachkommen geboren. Die Geschlechtsreife tritt nach sechs bis acht Wochen ein. Im zeitigen Frühjahr geborene Tiere können im Sommer eigenen Nachwuchs haben und überleben selten den Winter. Jungtiere vom Herbst paaren sich nach dem Winter.

## Gefährdung
Die IUCN listet die Patagonische Hochland-Wüstenmaus aufgrund fehlender Bedrohungen und einer stabilen Gesamtpopulation als nicht gefährdet (least concern).